# Жовтанцы
Жовтанцы (укр. Жовтанці) — село во Львовском районе Львовской области Украины. Административный центр Жовтанецкой сельской общины. Расположено в 18 км от города Каменка-Бугская.
Население по переписи 2001 года составляло 3521 человек. Занимает площадь 20,46 км². Почтовый индекс — 80431. Телефонный код — 3254.

## История
Первое упоминание о Жовтанцах относится к 1358 году. На окраине Жовтанцев выявлены погребения III—IV вв. нашей эры.

## Известные жители и уроженцы
- Юрий Иванович Полянский (1892—1975) — украинский геолог, географ и археолог.
- Савчин, Мария Владимировна (род. 1940) — Герой Социалистического Труда.